# Římskokatolická farnost Jevíčko
Římskokatolická farnost Jevíčko je jedno z územních společenství římských katolíků v děkanátu Svitavy s farním kostelem Nanebevzetí Panny Marie v děkanátu Svitavy.

## Historie farnosti
Kostel byl původně augustiniánský, od roku 1784 farní. Jde o stavbu z poloviny 14. století, která byla zbarokizována v letech 1762 až 1766. Zařízení kostela je převážně rokokové a klasicistní z konce 18. století. Hlavní oltář klasicistní z roku 1790, portálový s nikou, v které je pozdně gotická socha Panny Marie z konce 15. století, nesená barokními anděly od J. Pacáka. 

## Duchovní správci
Současným administrátorem je od července 2016 R. D. Mgr. Josef Slezák.

## Bohoslužby
| Kostel                  | Místo   | Bohoslužba (den)            | Hodina                 | Poznámka     |
| ----------------------- | ------- | --------------------------- | ---------------------- | ------------ |
| Nanebevzetí Panny Marie | Jevíčko | neděle pondělí středa pátek | 9.30 18.00 18.00 17.00 | Farní kostel |

## Aktivity farnosti
Každoročně se ve farnosti koná tříkrálová sbírka.